# Freitag der 13. Teil VI – Jason lebt
Freitag der 13. Teil VI – Jason lebt (Originaltitel: Friday the 13th Part VI: Jason Lives) ist ein US-amerikanischer Horrorfilm aus dem Jahr 1986 von Tom McLoughlin. Der Film ist der sechste Teil der Horrorfilm-Serie Freitag der 13.

## Handlung
Tommy, der Jason im vierten Teil töten konnte und im fünften Film versuchte, seine psychischen Probleme in den Griff zu bekommen, sieht keine andere Wahl diese zu bekämpfen, als sich selbst zu überzeugen, dass Jason wirklich tot ist. In „Ein neuer Anfang“ wird sogar angedeutet, Jason wäre eingeäschert worden, doch genaue Fakten sind Tommy unbekannt. Mit einem Freund fährt er zu Jasons Grab und gräbt dessen Leichnam wieder aus, um die Überreste zu verbrennen. Unglücklicherweise wird Jason durch den Blitzschlag eines nahenden Gewitters wieder zum Leben erweckt und ist von nun an mit übermenschlichen Kräften ausgestattet, die er an Tommys Freund demonstriert – er reißt ihm das Herz heraus.
Jason macht sich wieder auf den Weg zurück zum Crystal Lake, in sein altes Jagdgebiet, wo inzwischen wieder ein Feriencamp für Kinder und Jugendliche entstanden ist, was von einigen Teenagern geleitet wird. Tommy versucht, Jason davon abzuhalten wieder ein Blutbad anzurichten, aber er scheitert an der Sturheit von Sheriff Garris und dessen Deputy Cologne, die verständlicherweise kein Wort von einem untoten Serienmörder mit übermenschlichen Kräften glauben. Stattdessen erkennen sie Tommy aus den alten Berichten wieder, halten ihn für verwirrt und sperren ihn ein. Währenddessen setzt Jason seinen Weg zum Crystal Lake fort und tötet auf dem Weg einige Menschen, die seinen Weg kreuzen. Von einem Paintball-Spieler erhält er schließlich seine bevorzugte Tatwaffe, eine Machete.
Mittlerweile hat sich Tommy in der Gefängniszelle mit Sheriff Garris’ frecher Tochter Megan angefreundet. Sherrif Garris und Deputy Cologne werden schließlich zu einigen zerstückelten Leichen gerufen, die sie als Taten von Tommy identifizieren, der auf diese Weise seine Wahnvorstellungen Wirklichkeit werden lassen will. Megan hingegen ist von Tommys Unschuld überzeugt und hilft ihm zu fliehen.
Am Crystal Lake angekommen, müssen sie feststellen, dass Jason bereits im Camp angekommen ist. Zwar hat er die Kinder verschont, doch Megans Freunde grausam umgebracht. Auch Sheriff Garris und einige weitere Polizisten fallen ihm zum Opfer. Am Ende kommt es zum Kampf zwischen Tommy in einem Boot und Jason unter der Oberfläche des Crystal Lakes. Es gelingt Tommy, Jason eine Kette um den Hals zu legen, deren anderes Ende mit einem großen Felsen verbunden ist. Jason wehrt sich und kentert das Boot. Tommy kann gerettet werden, indem ihm Megan zu Hilfe eilt und die sich schnell drehenden Schrauben des Schiffsmotors Jason ins Gesicht lenkt. In der Schlusseinstellung sieht man jedoch Jason, wie er festgekettet an dem Felsen am Grund des Crystal Lake treibt und plötzlich die Augen öffnet.

## Kritiken
Auf der Webseite Rotten Tomatoes wurde der Film von 52 % der Kritiker positiv bewertet, was ihn nach dem ersten Teil zum bestbewerteten Film der Serie macht. Und auch in den Nutzerwertungen der Internet Movie Database konnte er sich mit 5,9 von 10 möglichen Punkten deutlich vor seinem Vorgänger platzieren.
Das Lexikon des internationalen Films nannte den Film „banale und nach längst bekannten Mustern der Serie gestrickte Horror-Unterhaltung“, die „weitgehend routiniert inszeniert“, aber „nicht ganz so spekulativ wie die übrigen Teile“ sei und Ansätze zur „Ironie“ aufweise.

## Synchronisation
| Rolle                  | Schauspieler        | Synchronsprecher    |
| ---------------------- | ------------------- | ------------------- |
| Tommy Jarvis           | Thom Mathews        | Gernot Endemann     |
| Megan Garris           | Jennifer Cooke      | Carolin van Bergen  |
| Sheriff Michael Garris | David Kagen         | Holger Mahlich      |
| Paula                  | Kerry Noonan        | Marion von Stengel  |
| Sissy Baker            | Renée Jones         | Gabriele Libbach    |
| Cort                   | Tom Fridley         | Boris Tessmann      |
| Nikki                  | Darcy Demoss        | Claudia Schermutzki |
| Deputy Rick Cologne    | Vincent Guastaferro | Michael Harck       |
| Darren                 | Tony Goldwyn        | Franc Tausch        |
| Lizbeth                | Nancy McLoughlin    | Brigitte Böttrich   |
| Allen Hawes            | Ron Palillo         | Marco Kröger        |
| Stan                   | Matthew Faison      | Gerhart Hinze       |
| Katie                  | Ann Ryerson         | Micaëla Kreißler    |
| Roy                    | Whitney Rydbeck     | Helgo Liebig        |
| Nancy                  | Temi Epstein        | Eva Michaelis       |
| Martin                 | Bob Larkin          | Manfred Steffen     |
| Lenny                  | Alan Blumenfeld     | Harald Pages        |
| Polizist               | Michael Swan        | Achim Schülke       |
| Jason Voorhees         | C. J. Graham        | stumm               |

## Sonstiges
- Nachdem der vorherige Film die Fans thematisch nicht sonderlich überzeugen konnte – wohl weil der eigentliche Hauptcharakter der Filmreihe fehlte – ließ man den Serienmörder Jason Voorhees mit diesem Film auferstehen.
- Der Titelsong He’s Back (The Man Behind The Mask) von Alice Cooper war ein Hit in den Charts. Das dazugehörige Musikvideo enthielt viele Szenen aus dem Film. Darüber hinaus sind u. a. noch die Alice-Cooper-Songs „Hard Rock Summer“ und „Teenage Frankenstein“ im Film zu hören.
- Der Film spielte in den USA 19 Millionen US-Dollar ein. Das ist schlecht gegen das Einspielergebnis des ersten Films (39 Millionen US-Dollar). Allerdings kostete er nur ca. 3 Millionen US-Dollar.[6]
- Der Film wurde im September 2009 von der BPjM von der Liste der jugendgefährdenden Medien gestrichen.[7]
- Nach der Listenstreichung wurde er von der FSK ab 18 Jahren freigegeben.[8]
- Das Mädchen aus dem Camp, welches einen Alptraum hatte, heißt Nancy – eine kleine Hommage an die Hauptfigur aus Nightmare – Mörderische Träume: Nancy Thompson.[9]
- Der Sheriff erwähnt wiederholt einen Ort namens „Carpenter“, eine mögliche Anspielung auf John Carpenter, der seine erfolgreiche Horrorfilmreihe Halloween etwa zeitgleich produzierte.
- Ursprünglich sollte Freitag der 13 Teil VI eine direkte Fortsetzung zu Teil V sein, da jedoch sowohl John Shepherd als auch Shavar Ross nicht engagiert werden konnten, entschied man sich dazu nur lose an den Vorgänger anzuknüpfen.
- Es war ursprünglich geplant, den Film damit zu beenden, dass Elias Voorhees den Friedhofswärter dafür bezahlt, dass sich dieser um Jasons Grab kümmert, dies wollte das Studio jedoch nicht. Die Szene taucht jedoch im Roman zu Freitag der 13 Teil VI auf.